# Ери (окръг, Охайо)
Вижте пояснителната страница за други значения на Ери.
Окръг Ери (на английски: Erie County) е окръг в щата Охайо, Съединени американски щати. Площта му е 1621 km², а населението - 79 551 души (2000). Административен център е град Сандъски.